# Сестино
Сестѝно (на италиански: Sestino) е село и община в централна Италия, провинция Арецо, регион Тоскана. Разположено е на 496 m надморска височина. Населението на общината е 1451 души (към 2010 г.).
Сестино е най-източната община на регион Тоскана.